# دریاچه نمک

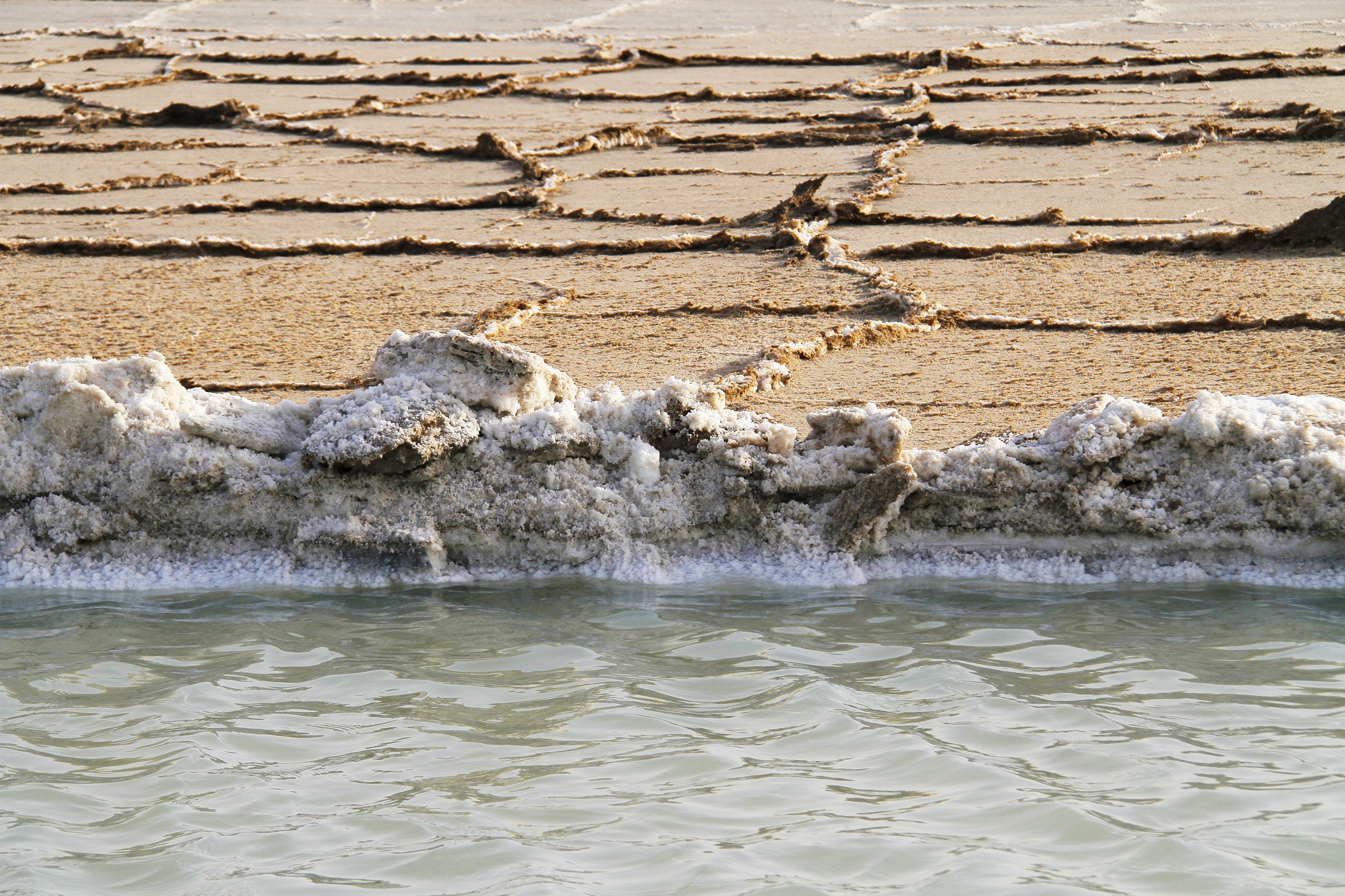
نمای نزدیک از کف دریاچهٔ نمک

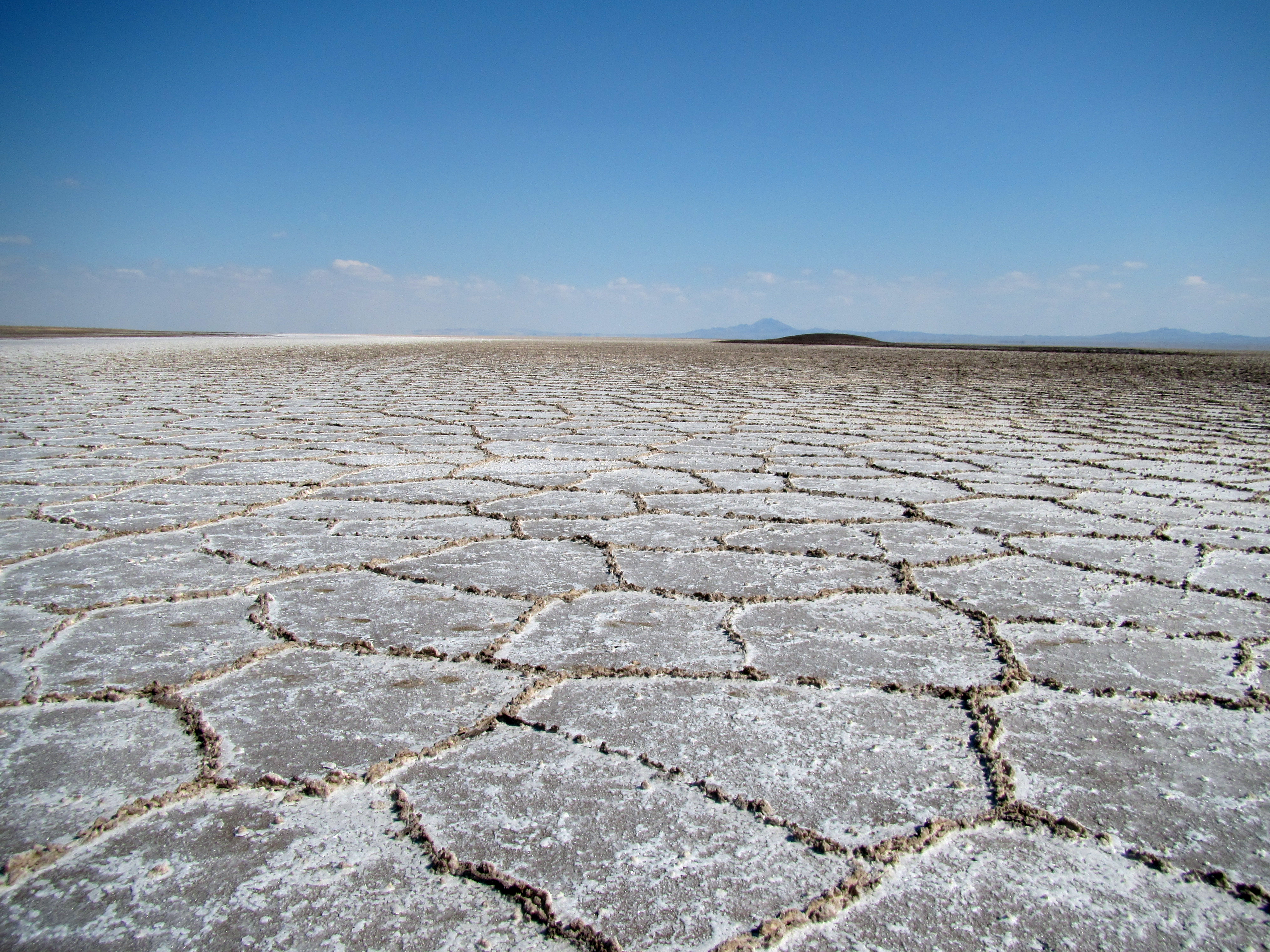
مناطق خشک دریاچه نمک

دریاچهٔ نمک که با نام‌های دریاچهٔ مسیله و دریای نمک مسیله نیز شناخته می‌شود، دریاچه‌ای فصلی و عمدتاً خشک در منطقهٔ کویر مرکزی ایران است. این دریاچه میان سه استان اصفهان، قم و سمنان و در ۳۵ کیلومتری شمال‌شرقی شهرستان آران و بیدگل و ۷۰ کیلومتری شرق شهر قم واقع است. دریاچه نمک از شرق به کوه‌های سفیدآب و سیاه‌کوه و پارک ملی کویر، از شمال به کوه‌های دوازده‌امام، از غرب به دشت مسیله و از جنوب به کویر مرنجاب و بند ریگ محدود است. دریاچه نمک، گاه با دریاچهٔ حوض سلطان که میان قم و تهران واقع است، اشتباه گرفته می‌شود.
اطلاق نام دریاچه نمک، به دلیل شوری بسیار زیاد این دریاچه است به گونه‌ای که در گذشته و فصل گرما قطعات نمک روی آن شناور می‌شده است. این دریاچه، یک فرونشست زمین‌ساختی است که در ارتفاع حدود ۷۹۰ متر از سطح دریای آزاد تشکیل شده و وسعت آن در حدود ۱۷۰۰ کیلومتر مربع است. دریاچهٔ نمک شکلی شبیه به یک مثلث دارد که رأس آن به سمت شمال است. طول قاعدهٔ این مثلث ۵۵ کیلومتر و ارتفاع آن ۵۰ کیلومتر است.

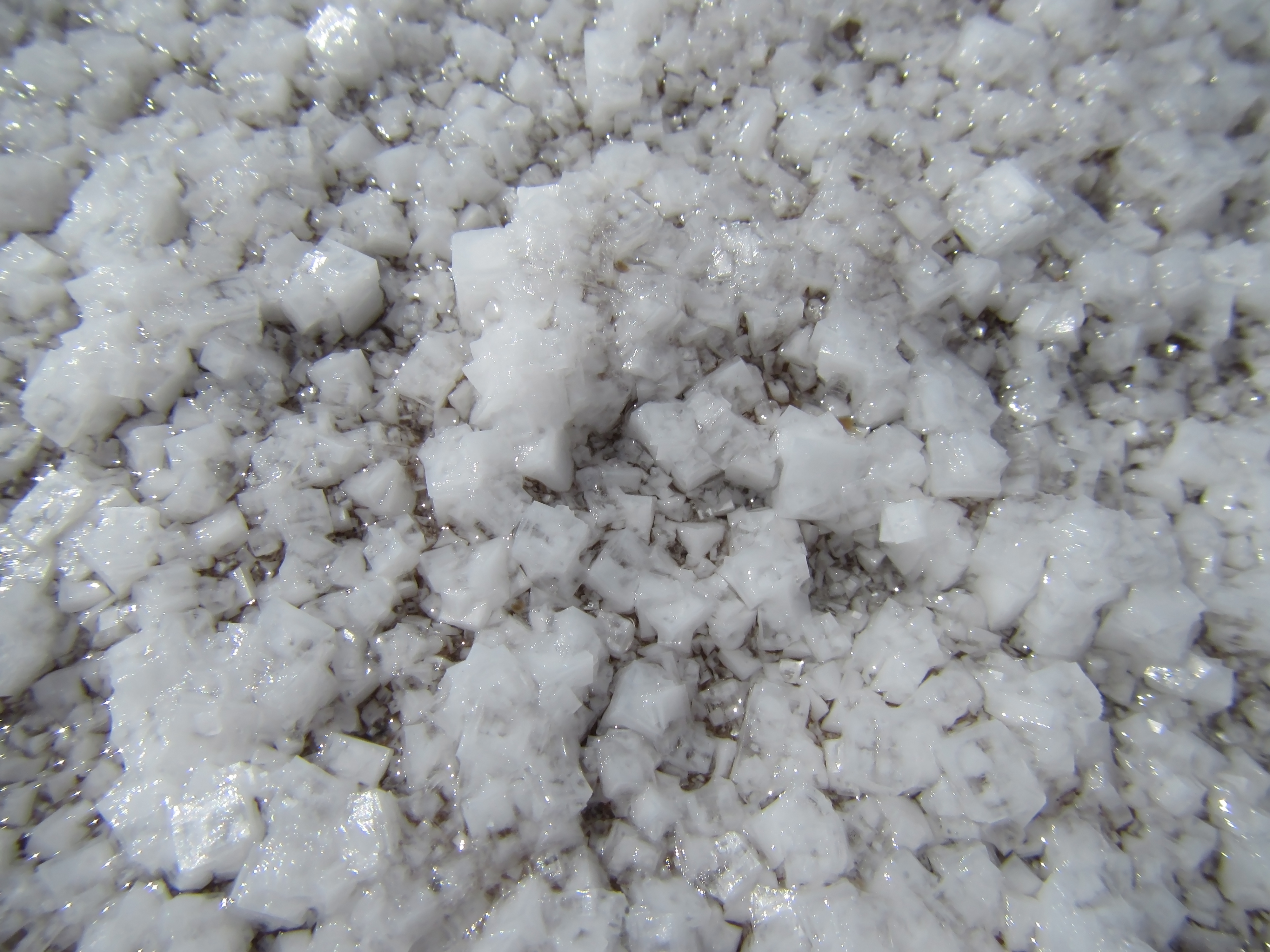
بلورهای نمک در دریاچه

زمین این دریاچه پوشیده از رسوبات نمک است که بر اثر انباشته‌شدن سیلاب‌ها و آب‌های سطحی در طول قرن‌ها پدید آمده است. عمق نمک این دریاچه بین ۵ تا ۵۴ متر متغیر است که توسط لایه‌های خاک رس از یکدیگر جدا شده‌اند. با هر بار بارش و تبخیر آب در این دریاچه، نمک‌های موجود، کرت‌بندی‌هایی به شکل پلی‌گن تشکیل می‌دهند. زمین‌های اطراف این دریاچه به‌شدت باتلاقی هستند که وسعت باتلاقها در منطقهٔ غرب دریاچه به مراتب وسیع‌تر از مناطق دیگر آن است. از جمله مناطق باتلاقی این دریاچه می‌توان به حوض قیلوقه در شرق یا باتلاق دو کویری در منطقهٔ جنوب‌شرقی دریاچه اشاره کرد.
دریاچهٔ نمک در اکثر ماه‌های سال خشک و پوشیده از نمک است. در ماه‌های بارندگی ارتفاع آب این دریاچه در بعضی از مناطق به چند سانتی‌متر می‌رسد ولی پس از تابش خورشید به سرعت تبخیر می‌شود. رودهای مهمی که در گذشته به این دریاچه وارد می‌شده‌اند در سمت شمال و مغرب آن قرار دارند و عبارت‌اند از: رود شور، رود کرج، جاجرود و مسیله‌رود. امروزه با احداث سد بر مسیر این رودها، جریان آبی به شکل دائمی وارد این دریاچه نمی‌شود.
دریاچه نمک میلون‌ها سال پیش بخشی از دریای پاراتتیس بود.

## تاریخ
جهانگردان زیادی به نام این دریاچه اشاره کرده‌اند که از آن جمله می‌توان به مارکوپولو، لرد کرزن و… اشاره کرد.
تاریخچه دریاچه نمک به هزاران سال پیش برمی گردد. اعتقاد بر این است که این دریاچه در دوران پلیستوسن، حدود دو میلیون سال پیش شکل گرفته است. شکل‌گیری دریاچه تا حد زیادی تحت تأثیر حرکات زمین ساختی منطقه بود. این دریاچه توسط لایه‌ای از نمک به ضخامت حدود ۴۰ متر پوشیده شده است، که توضیح می‌دهد که چرا سطح شوری آن بالاست.
این دریاچه نقش مهمی در تاریخ ایران به ویژه در توسعه تجارت و صنعت داشته است. دریاچه نمک در زمان‌های قدیم به عنوان قطب اصلی حمل و نقل کالا و مردم مورد استفاده قرار می‌گرفت. این دریاچه همچنین یک مکان استراتژیک برای ساخت کاروانسراهایی بود که مورد استفاده تجار، زائران و مسافران قرار می‌گرفت.
در زمان سلسله صفویه در قرن شانزدهم، دریاچه نمک به مرکز مهم تولید نمک تبدیل شد. معادن نمک اطراف دریاچه منبع درآمد ضروری برای مردم محلی بود و نمک به نقاط مختلف کشور و حتی کشورهای همسایه حمل می‌شد. امروزه از این دریاچه عمدتاً برای گردشگری و تولید نمک دریایی استفاده می‌شود. اما محیط اطراف دریاچه به دلیل احداث سدها و برداشت آب‌های زیرزمینی به سرعت رو به وخامت گذاشته که منجر به کاهش سطح آب دریاچه و افزایش شوری شده است. در سال‌های اخیر تلاش‌هایی برای نجات دریاچه نمک از تخریب بیشتر صورت گرفته است. دولت پروژه‌های مختلفی را برای بهبود کیفیت آب، توقف کاهش آب‌های زیرزمینی و ترویج اکوتوریسم در اطراف دریاچه اجرا کرده است.

## جزیره سرگردان

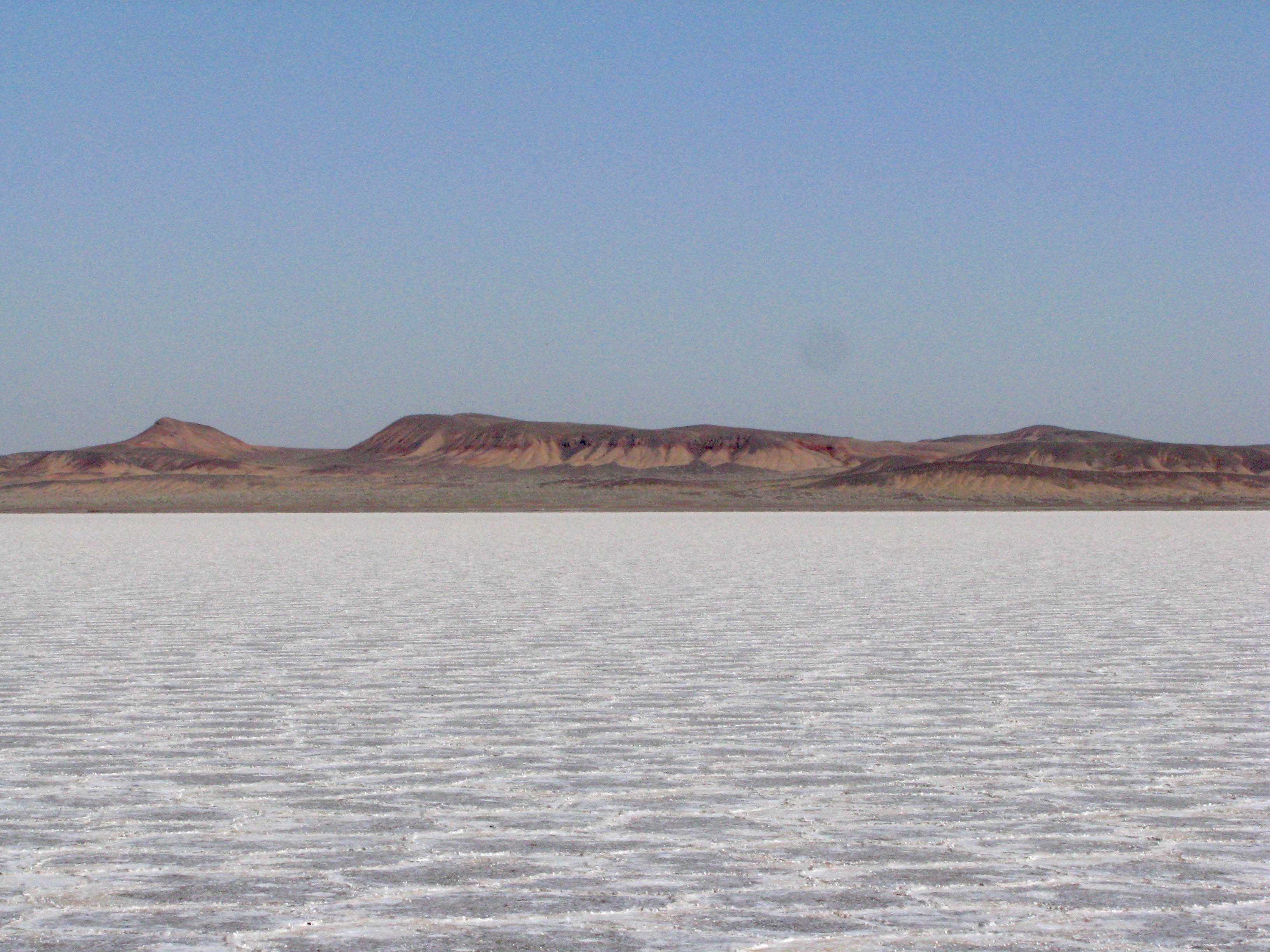
نمایی از جزیره سرگردان

در حدود ۱۵ کیلومتری دریاچه و در قسمت جنوبی آن جزیره‌ای دیدنی با عنوان جزیره سرگردان قرار دارد. ارتفاع متوسط دریاچه نمک از سطح دریای آزاد ۷۸۷ متر می‌باشد و این جزیره که بلندترین نقطه آن در حدود ۸۲۸ متر بالاتر از سطح دریای آزاد است از سنگ‌های متخلخل آتشفشانی تشکیل شده است و عاری از هرگونه پوشش گیاهی است.
علت نامگذاری نام سرگردان به این خاطر است که هنگامی که از فاصله دور به این جزیره نگاه می‌کنید دو انتهای جزیره در افق محو می‌شوند و منظره‌ای مانند کشتی سرگردانی در دریای بیکران کویر پدیدمی‌آورد. محو شدن دو انتها به علت گرمای منطقه و خطای دید و شکست نور می‌باشد و گذشتگان اعتقاد داشتند، جزیره سرگردان همواره در حال حرکت است و از جایی به جای دیگر نقل مکان می‌کند. قسمت‌های شمالی دریاچه از ارتفاع کمتری برخوردار هستند.

## راه‌های ورود
دو راه برای ورود به دریاچه وجود دارد.
1. راه اول، از تنها مسیر خروجی شهرستان آران و بیدگل از سمت شمال غربی به طرف کاروانسرای مرنجاب پس از طی مسافتی در حدود ۳۵ کیلومتر به دو راهی دریاچه نمک می‌رسید.
2. مسیر دوم، پس از عبور از کاروانسرای مرنجاب و طی مسافتی در حدود ۱۰ کیلومتر به دو راهی چاه دست کن می‌رسید که با انتخاب مسیر سمت دریاچه می‌توان وارد دریاچه شد. لازم است ذکر شود که زمین‌های اطراف دریاچه به‌شدت باتلاقی هستند. با این وصف رانندگی در خارج از این دو مسیر می‌تواند مشکل آفرین باشد.